# (19129) Loos
(19129) Loos ist ein Asteroid des mittleren Hauptgürtels. Er wurde am 10. Januar 1988 vom tschechischen Astronomen Antonín Mrkos am Kleť-Observatorium (IAU-Code 046) bei Český Krumlov entdeckt.
Der mittlere Durchmesser des Asteroiden wurde mit 10,911 (±0,098) km berechnet, die Albedo mit 0,051 (±0,005). Die Albedo weist auf eine dunkle Oberfläche hin.
(19129) Loos ist nach dem österreichischen Architekten und Architekturtheoretiker Adolf Loos benannt, dessen Architekturstil Architekten in Deutschland, Österreich und Böhmen beeinflusste. Der Name wurde von der tschechischen Astronomin Jana Tichá vorgeschlagen. Die Benennung erfolgte durch die Internationale Astronomische Union (IAU) am 24. Juni 2002.